# 3-as vízibusz (Velence)
A velencei 3-as vagy 2011 nyaráig DM (Diretto Murano) jelzésű vízibusz a Piazzale Roma és Murano között közlekedik. A viszonylatot az ACTV üzemelteti.

## Története
Az eredeti 3-as vízibusz az ACTV megalakulásától a Tronchettótól a Lido, Santa Maria Elisabetta megállóig járt, gyorsjáratként. A nyolcvanas évek közepén megszűnt, összeolvadt a 4-es járattal, így létrejött a 34-es járat.
A nyolcvanas évek végén nem közlekedett, majd a kilencvenes években többszöri megszakítással a 3-as és a 4-es párban, de ellentétes irányban, gyors körjáratként közlekedtek, kimondottan a turisták kiszolgálására.
A 2008-as nyári menetrendre ismét átalakították. Olyan járatként indították, amit csak a helyiek használhatták, mégpedig „Carta Venezia” kártyával vagy bérlettel. A 2008-as téli menetrend bevezetésekor megszüntették, mivel sokan „apartheid”-jellegűnek tekintették, mert csak helyiek és környékbeliek használhatták.
A 2011-es téli menetrend bevezetésével újraindították, de nem a régi vonalán, hanem a régi DM járat átszámozásaként.
A 3-as járat története:
| Időszak     | Járat- szám | Megállók |
| ----------- | ----------- | --- |
| 1978 – 1983 | 3           | Tronchetto – (Canale Giudecca, megállás nélkül) – San Zaccaria (Danieli) – Lido, Santa Maria Elisabetta (Gyorsjárat) |
| 1978 – 1983 | 5           | Riva degli Schiavoni – Tana – Celestia – Ospedale Civile – Fondamente Nuove – Isola San Michele – Murano (Navagrero) – Murano (Museo) – Murano (Fondamenta Venier) – Murano (Serenella) – Murano (Navagero) – Murano (Faro) – Murano (Colonna) – Isola San Michele – Fondamente Nuove – Madonna dell’Orto – San Alvise – Ponte Tre Archi – Ponte Guglie – Ferrovia – Piazzale Roma – Zattere – Santa Eufemia – Redentore – Ostello – San Giorgio Maggiore – Riva degli Schiavoni |
| 1978 – 1987 | 3           | Tronchetto – (Canale Giudecca, megállás nélkül) – San Zaccaria (Danieli) – Lido, Santa Maria Elisabetta (Gyorsjárat) |
| 1978 – 1987 | 5           | Riva degli Schiavoni – Tana – Celestia – Ospedale Civile – Fondamente Nuove – Isola San Michele – Murano (Navagrero) – Murano (Museo) – Murano (Fondamenta Venier) – Murano (Serenella) – Murano (Navagero) – Murano (Faro) – Murano (Colonna) – Isola San Michele – Fondamente Nuove – Madonna dell’Orto – San Alvise – Ponte Tre Archi – Ponte Guglie – Ferrovia – Piazzale Roma – Zattere – Santa Eufemia – Redentore – Ostello – San Giorgio Maggiore – Riva degli Schiavoni |
| 1978 – 1987 | 5/          | Riva degli Schiavoni – Sant’Elena – Murano (Navagrero) – Murano (Museo) – Murano (Fondamenta Venier) – Murano (Serenella) – Murano (Navagero) – Murano (Faro) – Murano (Colonna) – Ponte Tre Archi – Ponte Guglie – Ferrovia – Piazzale Roma |
| 1988– 1990  | 34          | Piazzale Roma (Santa Chiara) – Rialto – San Marco (Vallaresso) – (Canale Giudecca, megállás nélkül) – Tronchetto – Piazzale Roma (Santa Chiara) (Gyorsjárat – direttissimo) |
| 1988– 1990  | 5           | Riva degli Schiavoni – Tana – Celestia – Ospedale Civile – Fondamente Nuove – Isola San Michele – Murano (Navagrero) – Murano (Museo) – Murano (Fondamenta Venier) – Murano (Serenella) – Murano (Navagero) – Murano (Faro) – Murano (Colonna) – Isola San Michele – Fondamente Nuove – Madonna dell’Orto – San Alvise – Ponte Tre Archi – Ponte Guglie – Ferrovia – Piazzale Roma – Zattere – Santa Eufemia – Redentore – Ostello – San Giorgio Maggiore – Riva degli Schiavoni |
| 1988– 1990  | 5/          | Riva degli Schiavoni – Sant’Elena – Murano (Navagrero) – Murano (Museo) – Murano (Fondamenta Venier) – Murano (Serenella) – Murano (Navagero) – Murano (Faro) – Murano (Colonna) – Ponte Tre Archi – Ponte Guglie – Ferrovia – Piazzale Roma – Tronchetto A |
| 1991 – 1992 | 34          | San Marco (Giardinetti) – Zitelle – Sacca Fisola – Tronchetto B – Piazzale Roma (Santa Lucia) – San Marcuola – Rialto – San Tomà – San Samuele – Accademia – San Marco (Giardinetti) – San Zaccaria (Danieli) – Giardini Biennale – Lido (Santa Maria Elisabetta) |
| 1991 – 1992 | 5           | Riva degli Schiavoni – Tana – Celestia – Ospedale Civile – Fondamente Nuove – Isola San Michele – Murano (Navagrero) – Murano (Museo) – Murano (Fondamenta Venier) – Murano (Serenella) – Murano (Navagero) – Murano (Faro) – Murano (Colonna) – Isola San Michele – Fondamente Nuove – Madonna dell’Orto – San Alvise – Ponte Tre Archi – Ponte Guglie – Ferrovia – Piazzale Roma – Zattere – Santa Eufemia – Redentore – Ostello – San Giorgio Maggiore – Riva degli Schiavoni |
| 1991 – 1992 | 5/          | Riva degli Schiavoni – Sant’Elena – Murano (Navagrero) – Murano (Museo) – Murano (Fondamenta Venier) – Murano (Serenella) – Murano (Navagero) – Murano (Faro) – Murano (Colonna) – Ponte Tre Archi – Ponte Guglie – Ferrovia – Piazzale Roma – Tronchetto A – Tronchetto B |
| 2001 tél    | 71          | San Zaccaria (Jolanda) – Murano (Navagero) – Murano (Museo) – Murano (Fondamente Venier) – Murano (Serenella) – Murano (Colonna) – Piazzale Roma (Santa Chiara) – Tronchetto (Csak ebben az irányban) |
| 2001 tél    | 72          | Tronchetto – Piazzale Roma (Santa Chiara) – Murano (Colonna) – Murano (Serenella) – Murano (Fondamente Venier) – Murano (Museo) – Murano (Navagero) – San Zaccaria (Jolanda) (Csak ebben az irányban) |
| 2001 tél    | DM          | Tronchetto – Piazzale Roma (Scomenzera) – Ferrovia (Bar Roma) – Murano (Colonna) – Murano (Faro) – Murano (Navagero) – Murano (Museo) – Murano (Fondamente Venier) – Murano (Serenella) – Murano (Colonna) – Ferrovia (Santa Lucia) – Piazzale Roma (Santa Chiara) – Tronchetto (Csak ebben az irányban) |
| 2001 – 2007 | 3           | Tronchetto – Piazzale Roma (2005-től) – Ferrovia (Santa Lucia) – Rialto (2007-ben) – San Samuele – Accademia – San Marco (Giardinetti) – (Canale Giudecca, megállás nélkül) – Tronchetto (Nyári turistajárat, csak ebben az irányban) |
| 2001 – 2007 | DM          | Tronchetto – Piazzale Roma (Scomenzera) – Ferrovia (Bar Roma) – Murano (Colonna) – Murano (Faro) – Murano (Navagero) – Murano (Museo) – Murano (Fondamente Venier) – Murano (Serenella) – Murano (Colonna) – Ferrovia (Santa Lucia) – Piazzale Roma (Santa Chiara) – Tronchetto (Csak ebben az irányban) |
| 2008        | 3           | Piazzale Roma (Santa Chiara) – Ferrovia (Scalzi) – Riva de Biasio – San Marcuola – San Stae – Ca’ d’Oro – Rialto Mercato Vechio – Rialto – San Silvestro – Sant’Angelo – San Tomà – Ca’ Rezzonico – Accademia – Santa Maria del Giglio – Salute – San Marco (Vallaresso) – San Zaccaria (Danieli) – Arsenale – Giardini – Sant’Elena – Lido, Santa Maria Elisabetta |
| 2008        | DM          | Tronchetto – Piazzale Roma (Scomenzera) – Ferrovia (Bar Roma) – Murano (Colonna) – Murano (Faro) – Murano (Navagero) – Murano (Museo) – Murano (Fondamente Venier) – Murano (Serenella) – Murano (Colonna) – Ferrovia (Santa Lucia) – Piazzale Roma (Santa Chiara) – Tronchetto (Csak ebben az irányban) |
| 2008 – 2011 | DM          | Tronchetto – Piazzale Roma (Scomenzera) – Ferrovia (Bar Roma) – Murano (Colonna) – Murano (Faro) – Murano (Navagero) – Murano (Museo) – Murano (Fondamente Venier) – Murano (Serenella) – Murano (Colonna) – Ferrovia (Santa Lucia) – Piazzale Roma (Santa Chiara) – Tronchetto (Csak ebben az irányban) |
| 2011 – 2014 | 3           | Piazzale Roma (Scomenzera) – Ferrovia (Bar Roma) – Murano Colonna – Murano Faro – Murano Navagero – Murano Museo – Murano Venier – Murano Serenella – Murano Colonna – Ferrovia (Santa Lucia) – Piazzale Roma (Parisi) (Csak ebben az irányban) |
| 2014 – ma   | 3           | Piazzale Roma (Scomenzera) – Ferrovia (Bar Roma) – Murano Colonna – Murano Faro – Murano Navagero – Murano Museo – Murano Da Mula – Murano Venier – Ferrovia (Santa Lucia) – Piazzale Roma (Parisi) (Csak ebben az irányban) |

## Megállóhelyei
| sz. | idő (perc) télen | megállóhely neve           | átszállási kapcsolatok                                                             | látnivalók                            |
| --- | ---------------- | -------------------------- | ---------------------------------------------------------------------------------- | ------------------------------------- |
| 0   | 0                | Piazzale Roma (Scomenzera) | 1, 2, 4.1, 4.2, 5.1, 5.2, 6, N, Arlecchino, Brighella, Pantallone, mestrei buszok  |                                       |
| 1   | 4                | Ferrovia (Bar Roma)        | 1, 2, 4.1, 4.2, 5.1, 5.2, N, Arlecchino, Brighella, Pantallone, Olasz Államvasutak | Scalzi                                |
| 2   | 21               | Murano Colonna             | 4.1, 4.2, 7, 18, N-M, Alilaguna B, Alilaguna G, Colombina                          |                                       |
| 3   | 24               | Murano Faro                | 4.1, 4.2, 7, 12, 13, 18, N-LN, N-M, Colombina                                      | Faro, Stazione Sperimentale del Vetro |
| 4   | 26               | Murano Navagero            | 4.1, 4.2, 7, 18, N-M, Alilaguna V, Colombina                                       |                                       |
| 5   | 28               | Murano Museo               | 4.1, 4.2, N-M, Alilaguna R                                                         | Museo Vetrario, Santa Maria e Donato  |
| 6   | 29               | Murano Da Mula             | 4.1, 4.2                                                                           |                                       |
| 7   | 30               | Murano Venier              | 4.1, 4.2, N-M                                                                      | Santa Maria degli Angeli              |
| 8   | 53               | Ferrovia (Santa Lucia)     | 1, 2, 4.1, 4.2, 5.1, 5.2, N, Arlecchino, Brighella, Pantallone, Olasz Államvasutak | Scalzi                                |
| 9   | 57               | Piazzale Roma (Parisi)     | 1, 2, 4.1, 4.2, 5.1, 5.2, 6, N, Arlecchino, Brighella, Pantallone, mestrei buszok  |                                       |

Megjegyzés: A dőlttel szedett járatszámok időszakos (nyári) járatokat jelölnek.

## Megjegyzés
Délután 15.00 óra után a járat fordított sorrendben érinti a muranói megállókat!
A 8.00 óra előtti járatok csak munkanapokon közlekednek.